# Bahmut
Bahmut (ukránul: Бахмут), 1924–2016 között Artemivszk járási jogú város Ukrajna Donecki területén, a donyeci-hátság bahmuti-mélyedésében 100 km-re északkeletre Donecktől, a Bahmutka folyó partján. A Bahmuti járás és Bahmut község székhelye. A település 2022 augusztusa óta a bahmuti csata helyszíne, amely az Ukrajna elleni orosz invázió egyik legvéresebb csatája.

## Népessége
A város lakossága a legutolsó, 2001-es ukrajnai népszámlálás idején 83 146 fő volt. Akkor a lakosság 69,4%-a ukrán, 27,5%-a orosz nemzetiségű volt. Emellett jelentősebb számban belaruszok (0,6%), örmények (0,3%) és cigányok (0,2%) éltek a városban. 2001-ben a lakosság többség orosz anyanyelvűnek vallotta magát.
Bakhmut becsült lakossága 2017. június 1-jén 75,9 ezer fő volt.

## Története

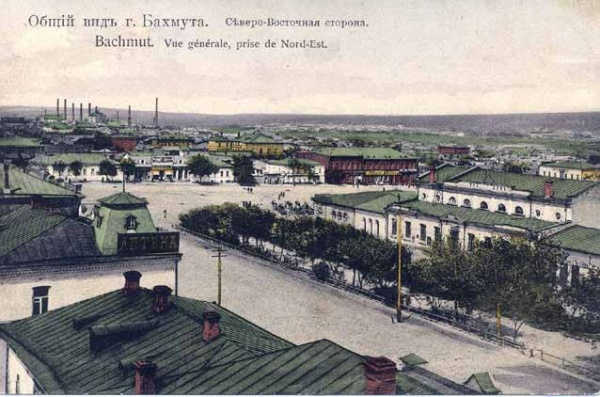
Városkép a XIX. században

A települést 1571-ben alapították mint határvédelmi erődítményt Bahmutovi-őrhely néven. A település a nevét a Bahmutka folyóról kapta. Az erőd a polgári lakosság megjelenésével fokozatosan megerősített településsé vált I. Péter 1701-ben adott parancsot a bahmuti vár építésére, amely 1703-ra el is készült. 1705-ben Bulavin kozák atamán elfoglalta Bahmut sóbányáját és ezzel vette kezdetét a doni kozákok felkelése. A felkelést kiváltó fő ok az volt, hogy I. Péter megtiltotta a kozákok számára a szakáll viseletét és előírta számukra az orosz ruházatot.
1876-ban a Bahmuti-katlanban jelentős kősó lelőhelyet tártak fel, ami után gyors fejlődésnek indult a sókitermelés. Az 1870-es években, miután megnyílt a Harkov–Bahmut vasútvonal, a bahmuti sóbányák az Orosz Birodalom sótermelésének 12%-át adták. 
1913-ban Bahmutnak 28 000 lakosa, 2 kórháza, 4 középiskolája, 2 szakiskolája, közkönyvtára és 36 különböző üzeme volt. 1924-ben keresztelték át a várost Fjodor Szergejev ukrán kommunista vezető illegalitásban viselt fedőneve (Artem vagy Artyom) után Artemivszkre (oroszul: Artyomovszk).
1951-ben az elhagyott sóbányákat felhasználva megalapították az Artemivszki pezsgőgyárat, Európa legnagyobb pezsgőgyárát.

## Külső hivatkozások
- A Bahmuti Városi Tanács honlapja